# Nadine Breaty
Nadine Breaty (Rostock, 1998. szeptember 17. –) német influencer, szerző és modell. Az egyik legnépszerűbb német influencer 11,1 millió követővel TikTok-on és 5,22 millió feliratkozóval a YouTube-on. Breaty videóinak témája az önelfogadás és a mentális egészség. Ő maga is borderline személyiségzavarban és piebaldizmusban szenved. 2023 márciusában megjelent a Buch Only Kind című könyve amit a Community Editions adott ki.

## Kiadásai
- Nadine Breaty: Only Kind of Broken: Ein Mutmachbuch für alle Seiten in dir. Community Editions, Köln 2023

## Fordítás
Ez a szócikk részben vagy egészben  a   Nadine Breaty című német Wikipédia-szócikk ezen változatának fordításán alapul.  Az eredeti cikk szerkesztőit annak laptörténete sorolja fel. Ez a jelzés csupán a megfogalmazás eredetét és a szerzői jogokat jelzi, nem szolgál a cikkben szereplő információk forrásmegjelöléseként.